# Rosenaue (SO-080)
Koordinaten: 51° 37′ 36″ N, 8° 9′ 27″ O

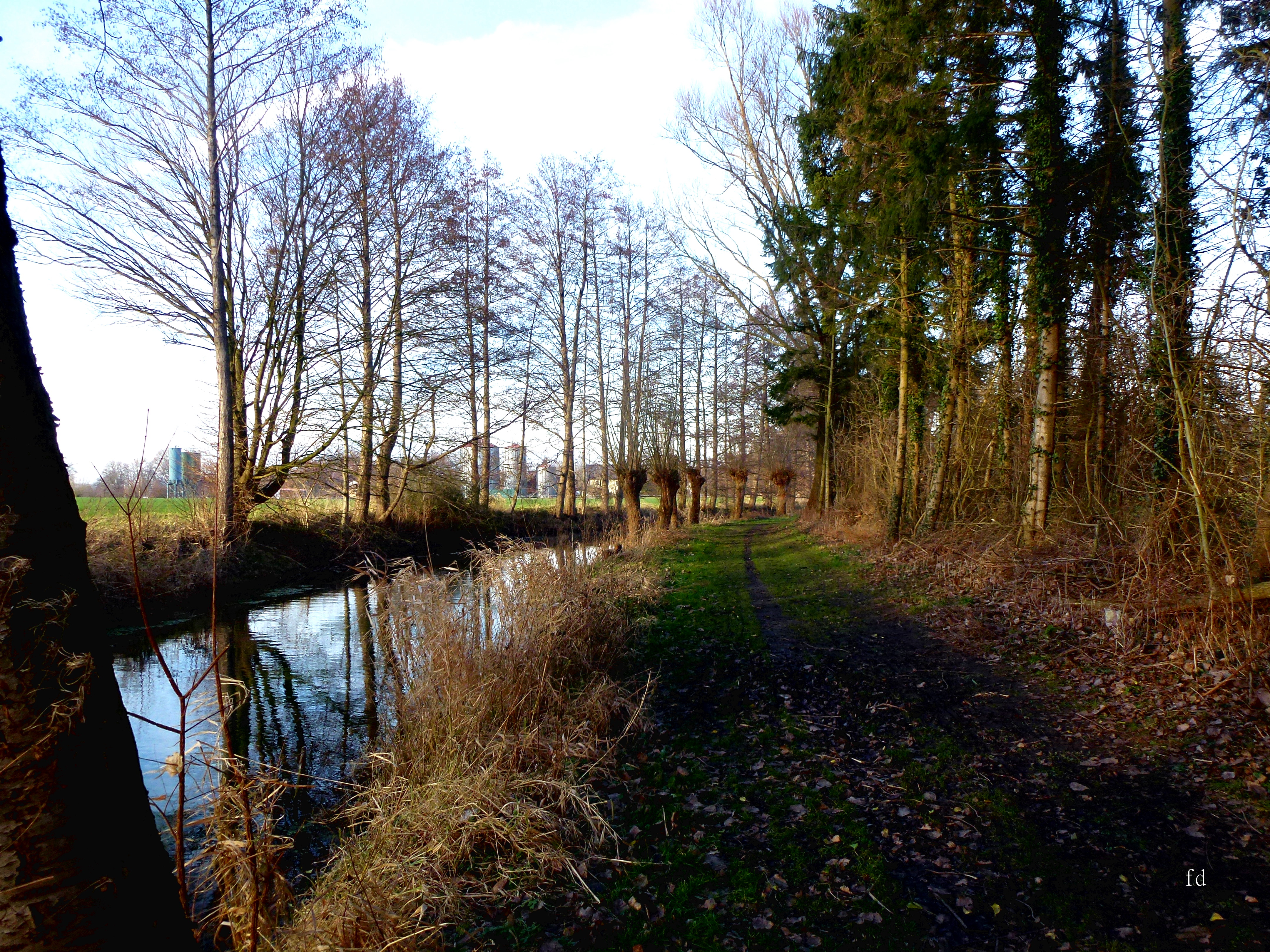
Naturschutzgebiet „Rosenaue“ (NSG SO-080) in der Nähe von Bad Sassendorf (Januar 2014)

Das Naturschutzgebiet Rosenaue (SO-080) liegt auf dem Gebiet der Gemeinde Bad Sassendorf im Kreis Soest in Nordrhein-Westfalen. Das Gebiet erstreckt sich östlich von Brockhausen, einem Ortsteil der Gemeinde Lippetal. Direkt südöstlich liegt Weslarn, ein Ortsteil von Bad Sassendorf.

## Bedeutung
Für Bad Sassendorf ist seit 2002 ein 23,77 ha großes Gebiet unter der Schlüsselnummer SO-080 als Naturschutzgebiet ausgewiesen.